# Académico

Escudo de armas de la Royal Society

Escudo de armas de la Académie Royale des Sciences

Un académico (en femenino, académica) es un miembro de una academia o, en su sentido más amplio, alguien que se desempeña como profesor, investigador o divulgador en una universidad. Se considera que posee cierto grado de notoriedad y amplios conocimientos del área de conocimiento específica que le compete, generalmente de carácter científica, artística o humanística.
En algunos países es un título honorífico, usado para reconocer a una persona que tiene una gran influencia en la vida científica o cultural, siendo nombrada como miembro de pleno derecho de la correspondiente academia.

## Historia
Históricamente, el significado del título de Académico se relaciona con las tradiciones de dos de las primeras sociedades científicas constituidas en Europa, la Real Sociedad de Londres para el Avance de la Ciencia Natural (en inglés Royal Society of London for Improving Natural Knowledge, o simplemente la Royal Society) y la Academia de Ciencias de Francia (en francés, Académie des sciences).
El primer modelo suponía un reconocimiento honorífico por parte de un cuerpo independiente de colegas revisores y con la intención de distinguir a una persona, mientras le daba relativamente poco poder formal, mientras el segundo modelo, basado en una academia creada en 1666, durante el reinado de Luis XIV bajo el patrocinio de su primer ministro Jean-Baptiste Colbert, estaba mucho más integrado con el gobierno, provisto de más fondos estatales como organización, y donde el título de Académico implicaba muchos más derechos cuando se trataba de la toma de decisiones.
Si bien ambos enfoques son, hasta cierto punto, políticos, normalmente en las academias científicas seguidoras del modelo británico la naturaleza de la política involucrada en convertirse en académico está más enraizada en el argumento científico, mientras que las seguidoras del modelo francés involucran, típicamente, intereses de financiación mucho más consolidados y razones puramente políticas que se pueden alejar de motivaciones netamente científicas.
Por ejemplo, en sistemas como la Academia de Ciencias de Rusia, fundada en 1724 por Pedro I El Grande en San Petersburgo, en época del Imperio ruso, y que se puede considerar seguidora del modelo francés, el título de Académico otorga privilegios y responsabilidades administrativas para la asignación de fondos y determinación de las prioridades de investigación.